# 捷克铁路
捷克铁路（捷克語：České dráhy），简称，是捷克共和国主要的铁路运营商，它于1993年1月1日，在天鵝絨分離后作为捷克斯洛伐克国家铁路的继任者而成立。它也是国际铁路联盟、欧洲铁路共同体和铁路合作组织的成员之一。2008年7月1日前，捷克铁路一直是捷克共和国最大的雇主，在经历了经常性的亏损并要求政府补贴后，捷克铁路在2007年首次实现盈利。2008年1月，捷克政府批准将捷克铁路分拆成独立的客运子公司。目前，捷克铁路负责经营列车服务，并设有货运子公司捷克铁路货运（ČD Cargo）；固定的基础设施则由捷克铁路设施管理公司（Správa železniční dopravní cesty，简称）经营。2010年12月，捷克政府提出把SŽDC和ČD共同组成一个单一的控股公司，同时还将改变为两者所提供的财政补贴。
2010年，捷克铁路的综合收入达到410亿捷克克朗。其中客运收入为187亿克朗（政府补贴占65%、国内运输占25%、国际运输占10%）；由捷克铁路货运所运营的货运收入为118亿克朗；由捷克铁路设施管理公司所运营的交通管理收入为52亿克朗。同时，捷克铁路集团凭借其高达38000名雇员的数量成为捷克拥有最多员工的企业。